# روس‌گیدرو
روس‌گیدرو (به روسی: РусГидро) شرکت برق روسی است، که بخش عمده برق مورد نیاز خود را از طریق نیروی برق‌آبی تأمین می‌کند. در اوایل سال ۲۰۱۲ ظرفیت تولید برق این شرکت معادل ۳۵ گیگاوات برآورد شد، که بر پایه آن روس‌گیدرو به‌عنوان دومین تولیدکننده برق‌آبی جهان محسوب می‌شود.
مدیرعامل شرکت روس‌گیدرو برعهده یوگنی داد است و دفتر مرکزی آن در جنوب‌غربی شهر مسکو قرار دارد. سهام‌دار اصلی این شرکت دولت روسیه است. بخشی از سهام این شرکت در بازار بورس اوراق بهادار مسکو دادوستد می‌شود.